# Bernhard Frings
Bernhard Frings (* 1964 in Moers) ist ein deutscher Historiker.

## Leben
Nach dem Abitur 1983 am Julius-Stursberg-Gymnasium in Neukirchen-Vluyn studierte er von 1985 bis 1991 neuere Geschichte, mittlere Geschichte und katholische Theologie (Magister Artium) an der Universität Münster (WWU).
Es folgten verschiedene Tätigkeiten in historischen Forschungsprojekten mit Fokus auf kirchlichen Einrichtungen, etwa zum Rochus-Hospital Telgte, zu den Missionsschwestern vom Heiligsten Herzen Jesu und zur Zwangsarbeit im Bistum Münster.
Im Jahr 2006 wurde er an der Universität Dortmund bei dem Theologen Norbert Mette und dem Kirchenhistoriker Wilhelm Damberg mit der Studie Von der Sorge um das Seelenheil auf den Weg in den Sozialstaat über das Stift Tilbeck zwischen 1881 und 1981 zum Dr. phil. promoviert. Anschließend forschte er von 2008 bis 2012 als wissenschaftlicher Mitarbeiter in Projekten zur konfessionellen Heimerziehung in den 1950er und 1960er Jahren am Lehrstuhl Wilhelm Dambergs an der Ruhr-Universität Bochum.
Als Wissenschaftler und Autor der historisch-kritischen Untersuchung über die Regensburger Domspatzen erforschte er mit dem Landeshistoriker Bernhard Löffler die institutionellen Strukturen und die erzieherische Praxis der Regensburger Domspatzen von 1945 bis 1995. Die Studie erschien unter dem Titel Der Chor zuerst.
Von 2019 bis 2022 war Frings wissenschaftlicher Mitarbeiter im Projekt zur Aufarbeitung des sexuellen Missbrauchs im Bistum Münster, das von den Historikern Thomas Großbölting und Klaus Große Kracht geleitet wurde. Die Studie wurde im Juni 2022 vorgestellt.
Seit Januar 2023 forscht Frings in einem Projekt zum geistlichen Missbrauch, das von der Theologin und Soziologin Judith Könemann geleitet wird.

## Schriften (Auswahl)
- Zu melden sind sämtliche Patienten ... NS-‚Euthanasie’ und Heil-und Pflegeanstalten im Bistum Münster. Münster 1994, ISBN 3-402-03269-4.
- Sorgen – Heilen – Helfen. Dülmen und seine sozial-caritativen Einrichtungen. Ein Beitrag zur müsterländischen Sozialgeschichte. Dülmen 1997, ISBN 3-87466-280-2.
- 150 Jahre St. Rochus-Hospital Telgte. Dülmen 1998, ISBN 3-87466-284-5.
- Mit ganzem Herzen hundert Jahre Missionsschwestern vom Heiligsten Herzen Jesu von Hiltrup 1900–2000. Dülmen 2000, ISBN 3-87466-300-0.
- mit Heinz Brathe: Lebendige Gemeinde. 1200 Jahre St. Viktor in Dülmen. Dülmen 2003, ISBN 3-89960-216-1.
- mit Peter Sieve: Zwangsarbeiter im Bistum Münster. Kirchliches Handeln im Spannungsfeld von Arbeitseinsatz, Seelsorge und Krankenpflege. Münster 2003, ISBN 3-933144-64-7.
- Von der Sorge um das Seelenheil auf den Weg in den Sozialstaat. Die katholische Heil- und Pflegeanstalt Stift Tilbeck 1881–1981. Münster 2006.
- mit Uwe Kaminsky: Gehorsam – Ordnung – Religion. Konfessionelle Heimerziehung 1945–1975. Münster 2012, ISBN 978-3-402-12912-8.
- Heimerziehung im Essener Franz-Sales Haus 1945–1970. Strukturen und Alltag in der „Schwachsinnigen-Fürsorge“. Münster 2012, ISBN 3-402-12995-7.
- Behindertenhilfe und Heimerziehung. Das St. Vincenzstift Aulhausen und das Jugendheim Marienhausen (1945–1970). Münster 2013, ISBN 978-3-402-12996-8.
- Tanz auf dem Seil. Don Bosco Kath. Jugendhilfe in Osnabrück 1917–2013. Osnabrück 2014, ISBN 978-3-925164-71-2.
- Menschen bewegen – Caritas. Lebensbilder aus 100 Jahren Caritasverband für die Diözese Münster (1916–2016). Münster 2016, ISBN 3-402-13148-X.
- Die Essener Elisabeth-Schwestern 1843 bis 2017. Gelebte Barmherzigkeit „vor Ort“. Münster 2017, ISBN 3-402-13242-7.
- mit Bernhard Löffler: Der Chor zuerst. Institutionelle Strukturen und erzieherische Praxis der Regensburger Domspatzen 1945–1995. Regensburg 2019, ISBN 3-7917-3120-3.
- mit Thomas Großbölting, Klaus Große Kracht, Natalie Powroznik und David Rüschenschmidt: Macht und sexueller Missbrauch in der katholischen Kirche. Betroffene, Beschuldigte und Vertuscher im Bistum Münster seit 1945, Herder, Freiburg 2022, ISBN 978-3-451-38995-5.